# NGC 6223
NGC 6223 is een elliptisch sterrenstelsel in het sterrenbeeld Draak. Het hemelobject werd op 24 september 1862 ontdekt door de Duits-Deense astronoom Heinrich Louis d'Arrest.

## Synoniemen
- UGC 10527
- MCG 10-24-40
- ZWG 299.21
- 7ZW 657
- PGC 58828